# Campionat Sud-americà de Campions
El Campionat Sud-americà de Campions (en espanyol Campeonato Sudamericano de Campeones, en portuguès Campeonato Sul-Americano de Campeões) fou una competició de futbol disputat a Santiago, Xile l'any 1948.
Fou la primera competició continental a nivell de clubs a Sud-amèrica. Fou organitzat pel club xilè Colo Colo amb l'ajuda del president de la CONMEBOL Luis Valenzuela, i es disputà entre els dies 11 de febrer i el 17 de març de 1948. Fou el campió el club brasiler Vasco da Gama. Fou la competició predecessora de la Copa Libertadores, juntament amb la Copa Aldao.

## Història
Des de principis de la dècada de 1910, els clubs argentis i Uruguaians disputaven la Copa Aldao, un torneig jugat entre els campions d'ambdós països. El gran èxit d'aquest torneig va donar lloc a la idea de crear una competició continental.

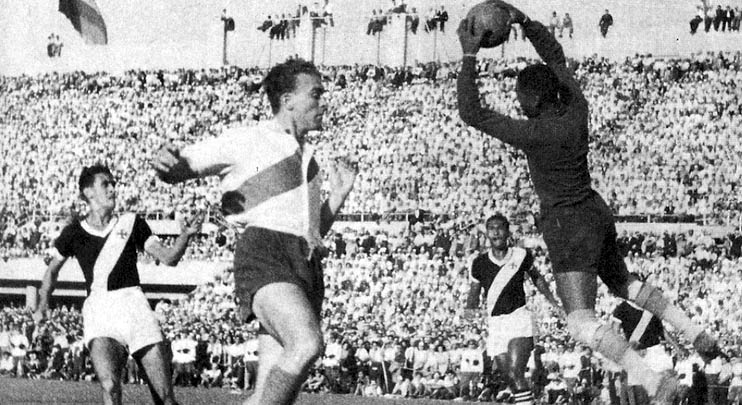
Partit River Plate v Vasco da Gama.

El 1929, els caps executius del Nacional, Roberto Espil i José Usera Bermúdez, van idear una competició entre els campions nacionals de cada membre de la CONMEBOL. Després d'analitzar les distribucions geogràfiques i les distàncies, Espil va idear l'any 1946 un projecte que incloïa també els subcampions de totes les lligues nacionals. No obstant això, va ser l'any 1948 quan el cap de l'executiu de Colo-Colo, Robinson Alvarez Marín, i el president de la CONMEBOL, Luis Valenzuela, finalment van posar en marxa el precursor de la Copa Libertadores: el "Campionat Sud-americà de Campions", el primer torneig jugat en la història per determinar el club campió d'Amèrica del Sud.

L'equip del Vasco da Gama, conegut amb el sobrenom Expresso da Vitória, tenia figures com Augusto, Barbosa, Danilo, Friaça, Ademir i Chico, s'emportà el trofeu després de l'empat 0–0 contra River Plate en la darrera jornada de la lligueta. L'equip argentí comptava amb figures del llegendari equip anomenat La Máquina com José Manuel Moreno, Ángel Labruna i Félix Loustau, amb l'afegitó de l'estrella naixent Alfredo Di Stéfano, de Norberto Yácono i Néstor Rossi.
La competició va tenir tant d'èxit econòmic com al camp: la mitjana d'assistència de públic per partit va ser de 39.549 espectadors i el torneig va generar un total brut de 9.493.483 pesos xilens.

## Equips participants
L'objectiu dels organitzadors era convidar el campió de la competició més important de cada país sud-americà. Els més destacats de la competició van ser l'amfitrió Colo-Colo, el River Plate de Di Stéfano, el Nacional d'Atilio García, José Santamaría i Luis Volpi, i el Vasco da Gama.
| País      | Equips              | Classificació                                  |
| --------- | ------------------- | ---------------------------------------------- |
| Argentina | River Plate         | Campió del campionat argentí de futbol 1947    |
| Bolívia   | Litoral             | Campió del campionat de La Paz de futbol 1947  |
| Brasil    | Vasco da Gama       | Campió del campionat carioca de futbol 1947    |
| Xile      | Colo-Colo           | Seu i campió de la lliga xilena de futbol 1947 |
| Equador   | Emelec              | Campió del Campionat de Guayas de futbol 1946  |
| Perú      | Deportivo Municipal | Subcampió del lliga peruana de futbol 1947     |
| Uruguai   | Nacional            | Campió del campionat uruguaià de futbol 1947   |
| Paraguai  | -                   |                                                |
| Colòmbia  | -                   |                                                |
| Veneçuela | -                   |                                                |

1. ↑  Aleshores no existia cap campionat nacional de clubs a Bolívia, per la qual cosa el país estava representat pel campió de la capital, La Paz.
2. ↑  Aleshores no existia cap campionat nacional de clubs al Brasil, per la qual cosa el campió del Districte Federal de Rio de Janeiro, Vasco da Gama, va representar el país. Se'ls va donar preferència al Palmeiras, el campió estatal de São Paulo, ja que Rio va guanyar el Campionat d'Equips Estatals de 1946 i, per tant, va ser considerat el campió de la lliga més forta.
3. ↑  Aleshores no existia cap campionat nacional de clubs a l'Equador, per la qual cosa Emelec, el campió del Campionat de Guayaquil de 1946, va tenir preferència sobre el campió del Campionat de Pichincha, ja que els partits del Campionat Sud-americà de 1947 es van celebrar tots a l'estadi d'Emelec (Estadi George Capwell) i tenint a Emelec com a pedra angular de Selecció de l'Equador.
4. ↑  Deportivo Municipal participà en substitució d'Atlético Chalaco, qui declinà la seva participació al campionat.
5. ↑  No hi ha cap raó clara sobre l'absència d'un club paraguaià, tot i que la guerra civil paraguaiana de 1947 podria haver estat la raó.
6. ↑  Aleshores no existia cap campionat de clubs organitzat a Colòmbia (que finalment es començaria el 1948, ja finalitzat aquest campionat).
7. ↑  Veneçuela es convertiria en part de la CONMEBOL només el 1952, 4 anys després del Campionat Sud-americà de Clubs.

## Classificació final
| Pos | Equip               | PJ | PG | PE | PP | GF | GC | DG  | Pts |        |
| --- | ------------------- | -- | -- | -- | -- | -- | -- | --- | --- | ------ |
| 1   | Vasco da Gama       | 6  | 4  | 2  | 0  | 12 | 3  | +9  | 10  | Campió |
| 2   | River Plate         | 6  | 4  | 1  | 1  | 12 | 4  | +8  | 9   |        |
| 3   | Nacional            | 6  | 4  | 0  | 2  | 16 | 11 | +5  | 8   |        |
| 4   | Deportivo Municipal | 6  | 3  | 0  | 3  | 12 | 11 | +1  | 6   |        |
| 5   | Colo-Colo           | 6  | 2  | 2  | 2  | 11 | 11 | 0   | 6   |        |
| 6   | Litoral             | 6  | 1  | 0  | 5  | 9  | 18 | −9  | 2   |        |
| 7   | Emelec              | 6  | 0  | 1  | 5  | 4  | 18 | −14 | 1   |        |

| Casa \ Fora         | COL | DMU | EME | LIT | NAC | RIV | VAS |
| ------------------- | --- | --- | --- | --- | --- | --- | --- |
| Colo-Colo           |     |     |     |     |     |     |     |
| Deportivo Municipal | 3–1 |     |     |     |     |     |     |
| Emelec              | 2–2 | 0–4 |     |     |     |     |     |
| Litoral             | 2–4 | 1–3 | 3–1 |     |     |     |     |
| Nacional            | 2–3 | 3–2 | 4–1 | 3–1 |     |     |     |
| River Plate         | 1–0 | 2–0 | 4–0 | 5–1 | 0–3 |     |     |
| Vasco da Gama       | 1–1 | 4–0 | 1–0 | 2–1 | 4–1 | 0–0 |     |

## Resultats
Llista complerta dels resultats del torneig:
| Colo-Colo                | 2-2    | Emelec                  |
| ------------------------ | ------ | ----------------------- |
| Aranda 46' · Varela 57 ' | Report | Jiménez 14' · Yepes 17' |

| Vasco da Gama | 2-1    | Litoral      |
| ------------- | ------ | ------------ |
| Lelé 9', 67'  | Report | Sandoval 70' |

| Nacional                          | 3-2    | Deportivo Municipal     |
| --------------------------------- | ------ | ----------------------- |
| W. Gómez 11', 27' · J. García 51' | Report | Cabada 29' · Guzmán 66' |

| River Plate                                 | 4-0    | Emelec |
| ------------------------------------------- | ------ | ------ |
| Martínez 10', 47' (pen.) · Loustau 25', 40' | Report |        |

| Vasco da Gama                                      | 4-1    | Nacional     |
| -------------------------------------------------- | ------ | ------------ |
| Adhemir 12' · Maneca 66' · Danilo 68' · Friaca 89' | Report | W. Gómez 25' |

| River Plate               | 2-0    | Deportivo Municipal |
| ------------------------- | ------ | ------------------- |
| Loustau 61' · Labruna 71' | Report |                     |

| Colo-Colo                        | 4-2    | Litoral             |
| -------------------------------- | ------ | ------------------- |
| López 13', 37' (pen) · Saenz 82' | Report | Capparelli 38', 67' |

| Nacional                         | 3-1    | Litoral       |
| -------------------------------- | ------ | ------------- |
| A. García 40', 55' · Orlandi 66' | Report | Rodríguez 60' |

| Vasco da Gama                           | 4-0    | Deportivo Municipal |
| --------------------------------------- | ------ | ------------------- |
| Lelé 12' · Friaca 58', 70' · Ismael 61' | Report |                     |

| Vasco da Gama | 1-0    | Emelec |
| ------------- | ------ | ------ |
| Ismael 47'    | Report |        |

| Deportivo Municipal            | 3-1    | Colo-Colo  |
| ------------------------------ | ------ | ---------- |
| Mosquera 57', 60' · Torres 85' | Report | Varela 46' |

| Litoral                        | 3-1    | Emelec      |
| ------------------------------ | ------ | ----------- |
| Capparelli 23', 48', 87' (pen) | Report | Mendoza 70' |

| Nacional                                 | 3-0    | River Plate |
| ---------------------------------------- | ------ | ----------- |
| A. García 48' · Castro 57' · Orlandi 59' | Report |             |

| Deportivo Municipal                         | 4-0    | Emelec |
| ------------------------------------------- | ------ | ------ |
| Mosquera 12', 51' · Drago 35' · Perales 48' | Report |        |

| Colo-Colo  | 1-1    | Vasco da Gama |
| ---------- | ------ | ------------- |
| Farías 46' | Report | Friaca 67'    |

| River Plate                                         | 5-1    | Litoral              |
| --------------------------------------------------- | ------ | -------------------- |
| Di Stéfano 11', 47', 63' · Moreno 29' · Loustau 81' | Report | Capparelli 82' (pen) |

| Colo-Colo                                  | 3-2    | Nacional                    |
| ------------------------------------------ | ------ | --------------------------- |
| Lorca 15' · López 70' (pen) · Peñaloza 74' | Report | A. García 4' · W. Gómez 47' |

| Nacional                                                 | 4-1    | Emelec              |
| -------------------------------------------------------- | ------ | ------------------- |
| Gambetta 5' · A. García 29' · Orlandi 37' · Gambetta 56' | Report | Fernández 87' (pen) |

| Vasco da Gama | 0-0    | River Plate |
| ------------- | ------ | ----------- |
|               | Report |             |

| Deportivo Municipal         | 3-1    | Litoral        |
| --------------------------- | ------ | -------------- |
| López 15', 80' · Torres 37' | Report | Capparelli 48' |

| River Plate    | 1-0    | Colo-Colo |
| -------------- | ------ | --------- |
| Di Stéfano 61' | Report |           |

## Golejadors
Llista del màxims golejadors del torneig:

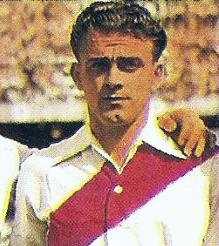
Alfredo Di Stéfano marcà quatre gols en el torneig.

| Pos. | Jugador              | Club                | Gols |
| ---- | -------------------- | ------------------- | ---- |
| 1    | Roberto Capparelli   | Litoral             | 7    |
| 2    | Atilio García        | Nacional            | 5    |
| 3    | Alfredo Di Stéfano   | River Plate         | 4    |
| 3    | Pedro López          | Colo-Colo           | 4    |
| 3    | Máximo Mosquera      | Deportivo Municipal | 4    |
| 3    | Manuel Pessanha Lelé | Vasco da Gama       | 3    |